# PFA Team of the Year

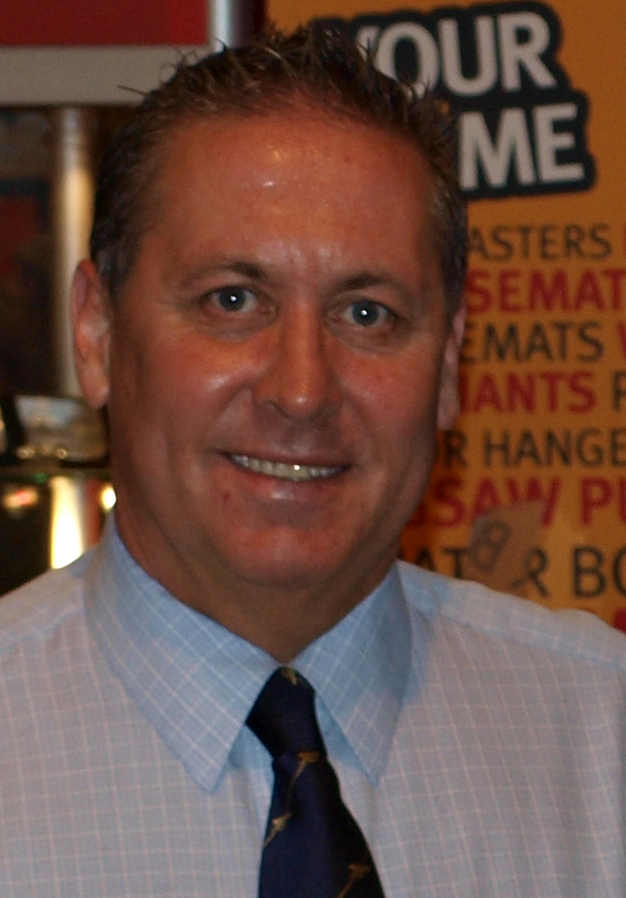
Kenny Sansom có mặt tại PFA Team of the Year tới 11 lần, nhiều hơn bất kể cầu thủ nào khác.

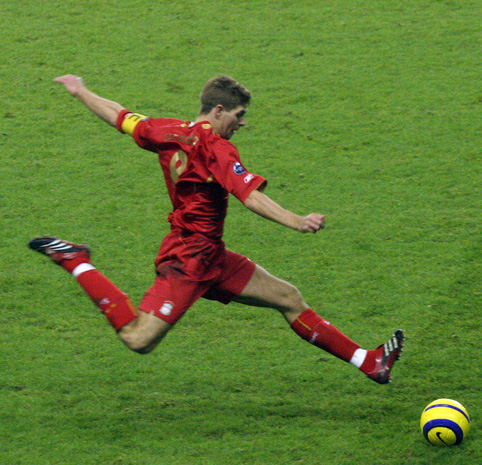
Steven Gerrard giữ kỉ lục có mặt ở PFA Team of the Year 8 lần trong kỷ nguyên Premier League

Professional Footballers' Association Team of the Year (gọi tắt là PFA Team of the Year, hay Team of the Year) là giải thưởng thường niên được trao cho 12 cầu thủ xuất sắc nhất năm tại các giải đấu bóng đá của Anh: Premier League, EFL Championship, League One và League Two. Peter Shilton là cầu thủ nắm giữ kỉ lục xuất hiện nhiều nhất với 10 lần góp mặt tại giải hạng nhất. Còn Steven Gerrard hiện đang nắm giữ kỷ lục có mặt ở PFA Team of the Year 8 lần trong kỷ nguyên Premier League.
Giải thưởng này xuất hiện lần đầu từ mùa giải 1973-1974. Danh sách được biên soạn bởi các thành viên của Hiệp hội cầu thủ bóng đá chuyên nghiệp (PFA). Vào tháng 1 hàng năm, những cầu thủ được đề cử sẽ được bình chọn bởi các cầu thủ khác tại giải đấu.

## Liên kết
- The official website of the Professional Footballers' Association